# 大滝裕子
大滝 裕子（おおたき ゆうこ、1963年3月19日 - ）は、日本の歌手。山梨県甲府市出身。血液型はAB型。

## 人物
生家はクリーニング店兼写真店で、弟がいる。幼児期から岩崎宏美、大橋純子等の歌唱力が高い歌手に憧れ、小学校の頃渡辺プロダクションの新人養成所である東京音楽学院でボイストレーニングやダンスレッスンに励み、歌手になるための基礎を学ぶ。中学生の頃は、毎週日曜日に甲府から東京までレッスンに通っていた。
1978年『ミス・セブンティーンコンテスト』に応募し、本選大会で尊敬する岩崎宏美の『二十才前』を歌い優勝。当時まだ中学3年だった。同大会参加者には松田聖子、久保田早紀などがいたが、九州大会で優勝した松田聖子は、父親や学校の反対により本選への出場を辞退しているため、大滝とはこの時点では面識がなかった。
1979年、CBS・ソニー10周年記念アーティスト募集大会「ラブ・アイドル・アタック」でグランプリを受賞。このコンテストがきっかけでEPIC・ソニー、渡辺プロダクションにスカウトされ、1979年7月21日、シングル『A BOY』でメジャー・デビュー。キャッチフレーズは『ハレーション・シックスティーン』。当時わずか16歳とは思えぬパンチの効いた高い歌唱力で話題を浴びた。シングル5枚、アルバム1枚を発売する。
東海大学付属甲府高等学校中退。
1985年に斉藤久美、吉川智子とコーラスグループAMAZONSを結成。松任谷由実や久保田利伸のコンサートツアーに参加、高いコーラスワークが注目され、1987年11月21日、CBS・ソニーよりシングル『GLORIOUS GLAMOUROUS』でメジャー・デビュー。シングル12枚、アルバム9枚を発売。
現在も、AMAZONSのメンバーとしての活動のほか、各種アーティスト（矢沢永吉、平井堅、スガシカオ、郷ひろみ、松たか子、高中正義など）のコンサートツアーのコーラス参加、ボイストレーナーとして活動中。郷ひろみ、中山美穂などに楽曲提供もしている。
ソロ歌手として活動していた頃に志村けんと交際しており、志村を実家の両親に紹介するなど結婚寸前まで至ったことがバラエティ番組で報じられた。自身は2010年2月に結婚している。

## 略歴
- 1978年 - ミスセブンティーンコンテストで優勝
- 1979年 - CBS・ソニー10周年記念アーティスト募集大会「ラブ・アイドル・アタック」グランプリ受賞
- 1979年 - 「A BOY」でデビュー
- 1987年 - AMAZONSとして「GLORIOUS GLAMOUROUS」で再デビュー

## ディスコグラフィ
- 全てEPIC・ソニーからリリース。

### シングル
| # | 発売日          | A/B面 | タイトル                 | 作詞     | 作曲       | 編曲       | 規格品番  |
| - | --------------- | ----- | ------------------------ | -------- | ---------- | ---------- | --------- |
| 1 | 1979年 7月21日  | A面   | A BOY                    | 三浦徳子 | 後藤次利   | 後藤次利   | 06・5H-16 |
| 1 | 1979年 7月21日  | B面   | 離愁                     | 松本隆   | 岡本一生   | 萩田光雄   | 06・5H-16 |
| 2 | 1980年 2月25日  | A面   | ミリオン・キス           | 康珍化   | 馬飼野康二 | 馬飼野康二 | 06・5H-27 |
| 2 | 1980年 2月25日  | B面   | バタフライ               | 康珍化   | 後藤次利   | 後藤次利   | 06・5H-27 |
| 3 | 1980年 8月21日  | A面   | YOKOHAMA 24時            | 三浦徳子 | 岡本一生   | 井上鑑     | 07・5H-47 |
| 3 | 1980年 8月21日  | B面   | YOKOHAMA・ヘッドライト   | 康珍化   | 岡本一生   | 井上鑑     | 07・5H-47 |
| 4 | 1980年 10月21日 | A面   | 恋のウォーミング・アップ | 三浦徳子 | 椎名和夫   | 椎名和夫   | 07・5H-54 |
| 4 | 1980年 10月21日 | B面   | 黄色いかぶと虫           | 康珍化   | 南佳孝     | 鈴木茂     | 07・5H-54 |
| 5 | 1981年 3月21日  | A面   | 異性                     | 三浦徳子 | 筒美京平   | 後藤次利   | 07・5H-71 |
| 5 | 1981年 3月21日  | B面   | P.S.アイ・ラブ・ユー     | 三浦徳子 | 筒美京平   | 後藤次利   | 07・5H-71 |

### タイアップ曲
| 年     | 楽曲                     | タイアップ                                         |
| ------ | ------------------------ | -------------------------------------------------- |
| 1980年 | 恋のウォーミング・アップ | ヤクルト「ジョア」イメージソング                   |
| 1981年 | 異性                     | ヤクルト「ジョア」イメージソング                   |
| 1986年 | Want You Back Again      | 日本テレビ系テレビドラマ「あぶない刑事」挿入歌     |
| 1987年 | MR. PRIVATE EYE          | 日本テレビ系テレビアニメ「シティーハンター」挿入歌 |

## 主な出演作品

### テレビドラマ
- ただいま放課後 第3シリーズ（1981年、フジテレビ） - 野村真子 役
- 気になる天使たち（1981年、フジテレビ）
- プロハンター 第24話「ロンリー・ハート」（1981年、日本テレビ）
- 私はタフな女　-加奈子役　(1981年、 21話-23話、日本テレビ ）
- キツイ奴らスペシャル－栄冠は君に輝く（1990年7月16日、 TBS ）

### バラエティ番組
- 笑ってる場合ですよ!（フジテレビ） - 「日刊乾電池ニュース」2代目女性レギュラー
- あいつ今何してる?（2020年3月25日、テレビ朝日） - ゲストの志村けんの「会いたい人」として出演[7][8]。なお、この回の放送から4日後に志村は新型コロナウイルス感染症による肺炎で急死している。

### 映像作品
- 軽井沢シンドローム -縁役、アニメと実写の映像をミックスさせた作品 （発売元 ファイブエース、ジャパン・ネットワーキング(JNW)・販売元 ポニー 1985年6月21日発売）
- Nouvelle ヌーベル　-ヌードイメージビデオ（徳間コミュニケーションズ、ディレクター-高橋麻美、　規格品番-118KH-1、1985年3月25日発売）

### CM
- ヤクルト本社
  - ヤクルト・ジョア
  - ヤクルト・タフマン（武上四郎と共演）

## 出版

### 雑誌
- 週刊少年チャンピオン  （秋田書店  1979年9月3日号、1981年4月10日号）
- ヤング YOUNG  （渡辺プロダクション タレント友の会 1979年10月号、1980年3月号、1981年1月号、1981年2月号、1981年9月号）
- 別冊ホリデーオート  （モーターマガジン社  1981年9月号-表紙）
- 月刊サウンドレコパル  （小学館  1979年、NO.2）
- POPEYE  （マガジンハウス  1979年11月10日、NO.66）

### グラビア
- 週刊少年ジャンプ  （集英社  1980 36号、1981年4月10日号）
- ウィークエンドスーパー  （セルフ出版 1981年5月号）
- EIGA NO TOMO（映画の友）  （近代映画社  1980年5月号-表紙）
- 月刊カメラマン （モーターマガジン社  1980年3月号）
- GORO  （小学館  1979年9月27日号）
- 平凡パンチ  （マガジンハウス  1979年7月30日号、1980年2月4日号）
- jab （辰巳出版  1981年2月号、表紙）
- 週刊プレイボーイ  （集英社  1979年9月18日号、1980年6月17日号、1981年1月1日号、1982年6月22日号）
- DELUXE映画ファン アイドル豪華写真集（愛宕書房  1981年2月5日）
- VIRGIN CHICHI ’82-DXプレイボーイ特別編集 （集英社 、撮影-加納典明  1981年）

### ヌードグラビア
- スコラ  （株式会社スコラ、講談社 1984年12月13日号）
- 大滝裕子写真集 別冊スコラ20  （株式会社スコラ、撮影-清水清太郎 、1984年12月20日発行）
- GORO  （小学館 1985年6月27日号-13号）
- Beppin （英知出版 1986年2月号）
- 週刊プレイボーイ  （集英社 1984年6月19日号-No.26、1985年10月29日号-No.45、1985年12月3日号-No.50、1986年6月19日号-No.26）
- Momoco 特別編集 上級生（学習研究社 1985年第3号）
- ビデオザワールド （白夜書房 1985年4月号）